# ナム (U2の曲)
「ナム」（Numb）は、U2の1993年アルバム『Zooropa』に収録されている曲で、シングルカットされた。

## 概要
「Seconds」「Van Diemen's Land」に次いで3曲目のエッジヴォーカル曲。
ベルリンのハンザスタジオでラノワがレコーディングした「Down All The Days」（Achtung Babyのスーパー・デラックス・エディションに収録）という『Achtung Baby』のアウトテイクが元で、ちなみにこの時点でヴォーカルはボノだった。93年の2月から5月にかけて行われた『Zooropa』のレコーディングで再び持ち出され、イーノがアラビア風のヴォーカルやコンガをサンプリングしたキーボードを加えた。フラッドはこれを「会話やビデオをサンプリングしたループのようで、非音楽的なノイズから作った音楽」と評している（ちなみにレニ・リーフェンシュタールの映画『意志の勝利』で、1936年のベルリン・オリンピックの際、ヒトラーユーゲントの11歳の少年が太鼓を叩く音もサンプリングされているが、これはZoo TVのオープニングで使われた）。そしてレコーディングの最終段階でエッジがミックスを施し、「Don't move / Don't talk out of time / Don't think / Don't worry / Everything’s just fin」とリストを読み上げるラップ風のヴォーカルを付け加えて完成。ミックスで埋もれてしまっているが、ラリーがバックヴォーカルで参加している。
曲のテーマはあまりにも大量の情報が溢れていて、自閉して、無感覚（numb）になっている現代人。
1990年のマドンナの「Justify My Love」 という前例があったとはいえ、当時としては珍しいヴィデオシングルの形でリリースされた。

## PV
- 監督：ケヴィン・ゴドレイ
- プロデューサー：ライン・ブラウン
- 編集：ジェリー・カーター
- ロケ地：ベルリン
- 撮影日：1993年6月14日
- リリース日：1993年7月

エッジがいたぶられまくるユニークなPVの元ネタはエルビス・コステロの「I Wanna Be Loved」である。ナオミ・キャンベルも撮影現場にいて、手と足で出演している。

### Karaoke Version
- 監督： Emergency Broadcast Network
- プロデューサー：Emergency Broadcast Network
- 編集：Emergency Broadcast Network
- 撮影日：1993年7月
- リリース日：1993年8月

ボーカルの入っていないカラオケヴァージョン。画面の下に歌詞が出る。Emergency Broadcast Networkは、Zoo TVで使われたジョージ・ブッシュ・シニアが「We Will Rock You」を歌う合成映像を作った実験的音楽グループ。このPVもライブでエッジがこの曲を歌う際、スクリーンに流れた。Public Enemyの「Don't Believe the Hype」がサンプリングされている。

## アウトアピアランス
- 『ショーガール』 (1995)  -  ポール・バーホーベン監督の1995年アメリカ映画。 劇中「Numb (Gimme Some More Dignity Mix)」が使われているが、サントラ未収録。
- Special Brew (1996) - FFRR Recordsからリリースされたヒップホップと他のジャンルがクロスオーバーした曲のコンピ。U2はNumb (Gimme Some More Dignity Mix - Edit)を提供。 リミックスを手掛けたのは Rob D (Rob Dougan) and Rollo (Rollo Armstrong)で、One Tribeの名前でプロデューサー、リミキサーをやっているミュージシャンである。RolloはシンガーソングライターのDidoの兄で、彼女のプロダクションやソングライティングも手伝っている。また彼は Faithlessの創立メンバーでもある。Rob Dはソロアーチストとしても活躍していて、『マトリックス』のサントラにも曲を提供している。このリミックスは、U2からこの仕事が来た時にRolloがRobの留守電に残したメッセージに向かって、Rollが話しかけるところから始まっている。このリミックスヴァージョンはMelonに収録されている8分47秒のヴァージョンを8分11秒に縮めたもので、その後再び長さを整えられて『The Best of 1990 – 2000 & B Sides にも収録された。

## リミックス
- Gimme Some More Dignity Mix (1995)

by Rollo & Rob D 
(Melon: Remixes for Propaganda, Special Brew (1996), The Best Of 1990-2000, Achtung Baby 20th Anniversary Edition収録)
- The Soul Assassins Mix (1997)

by  The Soul Assassins 
(LNOE, The Best Of 1990-2000, Achtung Baby 20th Anniversary Edition 収録)

## カバー
- Die Krupps (1999) - ドイツのインダストリアルバンド。『We Will Follow: A Tribute to U2』収録。

## 評価
- 1993年スタジオ・ブリュッセル（ベルギー）年間ベストシングル第14位[4]